# 1989 Tatry
1989 Tatry è un asteroide della fascia principale. Scoperto nel 1955, presenta un'orbita caratterizzata da un semiasse maggiore pari a 2,3508829 UA e da un'eccentricità di 0,0767930, inclinata di 7,76546° rispetto all'eclittica.
L'asteroide è dedicato alla catena degli Alti Tatra al confine tra Slovacchia e Polonia.